# Championnat de France de basket-ball de deuxième division 1979-1980
Navigation
Saison précédente Saison suivante
Le championnat de Nationale 2 de basket-ball est le deuxième plus haut niveau du championnat de France masculine de basket-ball.  
À la fin de la saison régulière, les équipes classées première de leur poule montent en Nationale 1 et se dispute sur une manche le titre de Champion de France de Nationale 2.
Les équipes classées de la 9e à la 12e place de Nationale 2 à l'issue de la saison régulière du championnat, descendent en Nationale 3.  

## Clubs participants

### Poule A
Challans, Reims, Nancy, Saint-Brieuc, Grand-Fort-Philippe, RC France, Orléans, Asnières, Rouen, Jœuf, Denain et Le Portel.

### Poule B
| Clubs            | Salles (Capacités)                                    | Villes           |
| ---------------- | ----------------------------------------------------- | ---------------- |
| Avignon          | Cosec Saint Chamand                                   | Avignon          |
| Chalon-sur-Saône | Maison des sports (1 200 places)                      | Chalon-sur-Saône |
| Charenton        |                                                       | Charenton        |
| Dijon            | Palais des sports Jean-Michel-Geoffroy (4 628 places) | Dijon            |
| Clermont         | Maison des Sports (5000 places)                       | Clermont-Ferrand |
| Grenoble         |                                                       | Grenoble         |
| Montbrison       |                                                       | Montbrison       |
| Nice UC          | Salle Pasteur (1500 places) & Salle Serge-Leyrit      | Nice             |
| Perpignan        |                                                       | Perpignan        |
| Roanne           | Halle André-Vacheresse (3 085 places)                 | Roanne           |
| Vanves           |                                                       | Vanves           |
| Voiron           |                                                       | Voiron           |

## Saison régulière

### Classement de la saison régulière

#### Poule A[1]
| # | Équipe              | Pts | J  | G | N | P | Pp | Pc | Diff |
| 1 | Challans            | 62  | 22 |   |   |   |    |    |      |
| 2 | Reims               | 53  | 22 |   |   |   |    |    |      |
| 3 | Grand-Fort-Philippe | 50  | 22 |   |   |   |    |    |      |
| 4 | Nancy               | 50  | 22 |   |   |   |    |    |      |
| 5 | Orléans             | 47  | 22 |   |   |   |    |    |      |
| 6 | RC France           | 46  | 22 |   |   |   |    |    |      |
| 7 | Asnières            | 44  | 22 |   |   |   |    |    |      |
| 8 | Saint-Brieuc        | 43  | 22 |   |   |   |    |    |      |
| 9 | Rouen               | 40  | 22 |   |   |   |    |    |      |
| 10 | Le Portel           | 32  | 22 |   |   |   |    |    |      |
| 11 | Denain              | 30  | 22 |   |   |   |    |    |      |
| 12 | Jœuf                | 27  | 22 |   |   |   |    |    |      |
| Promotion en Nationale 1 1980-1981Barrages de promotion en Nationale 1 1980-1981Relégation en Nationale 3# = classement; Pts = points; J = joués; G / N / P = gagnés / nuls / perdus; Pp / Pc / Diff = points pour / contre / différence entre points pour et points contre |                     |     |    |   |   |   |    |    |      |

#### Poule B[2]
| # | Équipe           | Pts | J  | G  | N | P  | Pp | Pc | Diff |
| 1 | Nice UC          | 54  | 22 | 16 | 0 | 6  |    |    |      |
| 2 | Avignon          | 54  | 22 | 16 | 0 | 6  |    |    |      |
| 3 | Clermont         | 52  | 22 | 15 | 0 | 7  |    |    |      |
| 4 | Roanne           | 50  | 22 | 13 | 2 | 7  |    |    |      |
| 5 | Chalon-sur-Saône | 50  | 22 | 14 | 0 | 8  |    |    |      |
| 6 | Dijon            | 48  | 22 | 13 | 0 | 9  |    |    |      |
| 7 | Grenoble         | 46  | 22 | 12 | 0 | 10 |    |    |      |
| 8 | Perpignan        | 45  | 22 | 11 | 1 | 10 |    |    |      |
| 9 | Charenton        | 42  | 22 | 10 | 0 | 12 |    |    |      |
| 10 | Voiron           | 36  | 22 | 7  | 0 | 15 |    |    |      |
| 11 | Vanves           | 26  | 22 | 1  | 2 | 19 |    |    |      |
| 12 | Montbrison       | 25  | 22 | 1  | 1 | 20 |    |    |      |
| Promotion en Nationale 1 1980-1981Barrages de promotion en Nationale 1 1980-1981Relégation en Nationale 3# = classement; Pts = points; J = joués; G / N / P = gagnés / nuls / perdus; Pp / Pc / Diff = points pour / contre / différence entre points pour et points contre |                  |     |    |    |   |    |    |    |      |

## Finale
- Challans / Nice UC : 100-83[3]

## BarragesNationale 1-Nationale 2
Les barrages se déroulent du 21 au 23 mars 1980 à la Salle Tainturier de Compiègne.
La victoire rapporte 3 points, le match nul 2 points, la défaite 1 point.
| # | Équipe  | Pts | J | G | N | P | Pp  | Pc  | Diff |
| 1 | Limoges | 7   | 3 | 2 | 0 | 1 | 293 | 269 | +24  |
| 2 | Avignon | 7   | 3 | 2 | 0 | 1 | 256 | 248 | +8   |
| 3 | Vichy   | 5   | 3 | 2 | 0 | 1 | 219 | 241 | -22  |
| 4 | Reims   | 5   | 3 | 1 | 0 | 2 | 251 | 261 | -10  |
| Qualifié pour la Nationale 1 1980-1981Qualifié pour la Nationale 2 1980-1981# = classement; Pts = points; J = joués; G / N / P = gagnés / nuls / perdus; Pp / Pc / Diff = points pour / contre / différence entre points pour et points contre |         |     |   |   |   |   |     |     |      |

## Sources
- Le Courrier de Saône-et-Loire